# Lucha libre boliviana

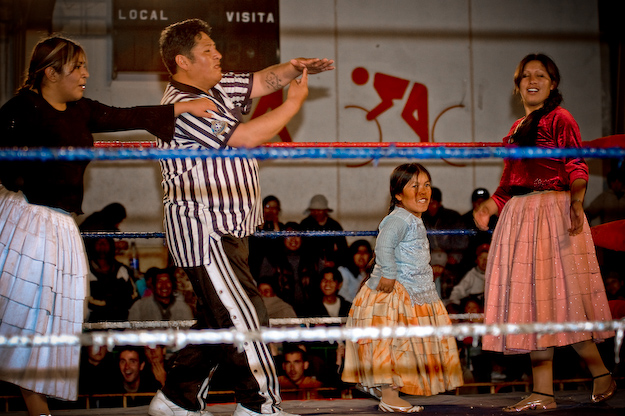
Cholas luchadoras

La lucha libre boliviana es la versión de la lucha libre profesional que se practica en Bolivia, aunque a su propio estilo. Se evoca el término "boliviana" por las particularidades en la técnica luchística, acrobacias, reglas y folklore propio del país. De ella surgen personajes míticos de la cultura popular, principalmente de origen andino como las famosas cholitas luchadoras, que han ganado una gran popularidad a nivel nacional e internacional.
La lucha libre boliviana es una mezcla entre el deporte y teatro cómico, algo similar a la lucha libre mexicana por las que muchos luchadores se declaran influenciados. Pues está caracterizada por la aplicación de diferentes técnicas de combates. Como llaves de lucha grecorromana y algunas técnicas de estrangulación de judo, los famosos candados, las tijeras, los quebradores, las patadas karatekas y voladoras. Muchos de los  luchadores conocidos en Bolivia (como los famosos Titanes del ring) son enmascarados, es decir, que utilizan una máscara para crear una imagen que les permite tener una personalidad especial. El caso de las cholitas luchadoras, competencia entre mujeres dan lugar entre dos personas o dos grupos, vestidas con trajes típicos de la vestimenta femenina, principalmente con una falda llamada pollera. En algunas ocasiones, no muchas de ellas, utilizan mantos y joyas valiosas. Tampoco utilizan máscaras.

## Personajes
Algunos de los personajes más conocidos en este disciplina han sido:
- Chacha Puma[4]
- Kid Simonini[5]
- La Momia
- Perro Aguayo (Fernando Aruquipa adoptó el nombre en honor al luchador mexicano)
- Diablo Rojo
- Walter Tataque Quisbert
- Alí Farak, Mario Averanga[6]
- Mister Atlas
- Sombra Vengadora
- El Conde
- Rocky Aliaga, Luis Mario Tarqui Aliaga[7]
- Jaider Lee
- El magnífico, Mario Parisaca[8]
- Ajayu
- Máscara roja, leyenda de la lucha libre Boliviana

## Escenarios
En la ciudad de La Paz el Olympic Ring y el Coliseo Municipal ubicado en la Avenida Simón Bolívar, ambos ya desaparecidos, fueron escenarios usuales de esta disciplina. Paralelamente existían escenarios callejeros como la Plaza Pérez Velasco, desaparecida tras la implementación de la Pasarela Pérez Velasco y otros rings construidos para la ocasión en poblaciones a las que los luchadores visitaban cuando salían de gira.

### Televisión
Entre los años 1997 y 2000 se llevó el espectáculo a la televisión significando un nuevo impulso a la disciplina, los programas Furia de titanes transmitido por ATB  e Impacto Extremo transmitido por RTP produjeron programas cuyo centro eran los encuentros de lucha, este show  tuvo como uno de sus productos derivados a un álbum de figuritas en el que se podía coleccionar las imágenes de los rudos y los técnicos más conocidos.
Durante los años 2000 el deporte se practica en el Coliseo de Villa Dolores en la ciudad de El Alto.